# Ophiopogon jaburan
Espèce
Ophiopogon jaburan est une espèce de plantes de la famille des Liliacées.